# Malversation
Malversation ist ein aus dem Französischen (malversation) bzw. Spanischen (malversación) stammender Begriff für schlechte Verwaltung, Betrug, Unterschlagung und Veruntreuung.
Dieses Wort war im Deutschen hauptsächlich für wirtschaftliche Vergehen im Bereich der öffentlichen Verwaltung und des Beamtenwesens gebräuchlich.
In Deutschland gilt das Wort heute als veraltet.
In Österreich wird der Begriff manchmal noch verwendet, um den expliziten Vorwurf einer strafbaren Handlung zu vermeiden.